# Record de France de natation dames du 50 mètres papillon
Progression du record de France de natation sportive dames pour l'épreuve du 50 mètres papillon en bassin de 50 et 25 mètres.

## Bassin de 50 mètres
| Temps                                        | Athlète             | Naissance | Âge | Club                            | Compétition                   | Lieu          | Date              |
| -------------------------------------------- | ------------------- | --------- | --- | ------------------------------- | ----------------------------- | ------------- | ----------------- |
| Début de reconnaissance du record par la FFN |                     |           |     |                                 |                               |               |                   |
| 29 s 84                                      | Sophie Kamoun       | 1967      | 16  | CS Clichy 92                    | Championnats de France (f)    | Schiltigheim  | mars 1984         |
| ----                                         |                     |           |     |                                 |                               |               |                   |
| 27 s 54                                      | Catherine Plewinski | 1968      | 20  | Cluses CNSR                     | Jeux Olympiques (f)           | Séoul         | 23 septembre 1988 |
| 27 s 29                                      | Malia Metella       | 1982      | 22  | SLM Pacoussines de Cayenne      | Championnats de France (s)    | Dunkerque     | 23 avril 2004     |
| 27 s 22                                      | Alena Popchanka     | 1979      | 26  | CS Clichy 92                    | Mare Nostrum                  | Barcelone     | 4 juin 2005       |
| 27 s 06                                      | Alena Popchanka     | 1979      | 26  | CS Clichy 92                    | Meeting de Swansea            | Swansea       | 19 juin 2005      |
| 26 s 97                                      | Alena Popchanka     | 1979      | 28  | CS Clichy 92                    | Championnats du monde (s)     | Melbourne     | 26 mars 2007      |
| 26 s 90                                      | Mélanie Henique     | 1992      | 15  | Amiens Métropole Natation       | Championnats d'Europe juniors | Belgrade      | 3 aout 2008       |
| 26 s 57                                      | Mélanie Henique     | 1992      | 16  | Amiens Métropole Natation       | Championnats de France (s)    | Montpellier   | 22 avril 2009     |
| 26 s 51                                      | Mélanie Henique     | 1992      | 16  | Amiens Métropole Natation       | Championnats de France (d)    | Montpellier   | 22 avril 2009     |
| 26 s 10                                      | Diane Bui Duyet     | 1979      | 30  | Cercle des nageurs de Marseille | Championnats de France (f)    | Montpellier   | 22 avril 2009     |
| 25 s 87                                      | Diane Bui Duyet     | 1979      | 30  | Cercle des nageurs de Marseille | Championnats du monde (d)     | Rome          | 31 juillet 2009   |
| 25 s 86                                      | Mélanie Henique     | 1992      | 19  | Amiens Métropole Natation       | Championnats du monde (f)     | Shanghai      | 30 juillet 2011   |
| 25 s 84                                      | Mélanie Henique     | 1992      | 23  | Amiens Métropole Natation       | Championnats de France        | Montpellier   | 2 avril 2016      |
| 25 s 79                                      | Béryl Gastaldello   | 1995      | 22  | Cercle des nageurs de Marseille | Championnats du monde (s)     | Budapest      | 28 juillet 2017   |
| 25 s 63                                      | Mélanie Henique     | 1992      | 24  | Amiens Métropole Natation       | Championnats du monde (d)     | Budapest      | 28 juillet 2017   |
| 25 s 63                                      | Mélanie Henique     | 1992      | 25  | Cercle des nageurs de Marseille | Meeting Open Méditerranée (f) | Marseille     | 6 avril 2018      |
| 25 s 55                                      | Marie Wattel        | 1997      | 22  | Montpellier Métropole Natation  | Championnats du monde (d)     | Gwangju       | 26 juillet 2019   |
| 25 s 50                                      | Marie Wattel        | 1997      | 22  | Montpellier Métropole Natation  | Championnats du monde (f)     | Gwangju       | 27 juillet 2019   |
| 25 s 24                                      | Mélanie Henique     | 1992      | 27  | Cercle des nageurs de Marseille | Championnats de France (f)    | Saint-Raphaël | 11 décembre 2020  |
| 25 s 17                                      | Mélanie Henique     | 1992      | 29  | Cercle des nageurs de Marseille | Championnats de France (f)    | Chartres      | 19 juin 2021      |

## Bassin de 25 mètres
| Temps   | Athlète           | Naissance | Âge | Club                            | Compétition                 | Lieu         | Date             |
| ------- | ----------------- | --------- | --- | ------------------------------- | --------------------------- | ------------ | ---------------- |
| 26 s 42 | Alena Popchanka   | 1979      | 27  | CS Clichy 92                    | Coupe du monde              | Berlin       | 22 janvier 2006  |
| 26 s 41 | Alena Popchanka   | 1979      | 27  | CS Clichy 92                    | Championnats de France (f)  | Istres       | 2 décembre 2006  |
| 26 s 04 | Diane Bui Duyet   | 1979      | 29  | Club des Vikings de Rouen       | Championnats du monde (d)   | Manchester   | 10 avril 2008    |
| 26 s 04 | Diane Bui Duyet   | 1979      | 29  | Club des Vikings de Rouen       | Championnats du monde (f)   | Manchester   | 11 avril 2008    |
| 25 s 96 | Diane Bui Duyet   | 1979      | 29  | Cercle des nageurs de Marseille | Meeting de Compiègne        | Compiègne    | 9 novembre 2008  |
| 25 s 76 | Diane Bui Duyet   | 1979      | 29  | Cercle des nageurs de Marseille | Coupe du monde (f)          | Stockholm    | 12 novembre 2008 |
| 25 s 57 | Diane Bui Duyet   | 1979      | 29  | Cercle des nageurs de Marseille | Meeting de Saint-Dizier (f) | Saint-Dizier | 15 novembre 2008 |
| 25 s 56 | Diane Bui Duyet   | 1979      | 29  | Cercle des nageurs de Marseille | Championnats de France (f)  | Angers       | 6 décembre 2008  |
| 25 s 55 | Diane Bui Duyet   | 1979      | 29  | Cercle des nageurs de Marseille | Championnats d'Europe (f)   | Rijeka       | 12 décembre 2008 |
| 25 s 46 | Diane Bui Duyet   | 1979      | 30  | AAS Sarcelles Natation 95       | Coupe du monde              | Stockholm    | 11 novembre 2009 |
| 25 s 38 | Diane Bui Duyet   | 1979      | 30  | AAS Sarcelles Natation 95       | Coupe du monde              | Berlin       | 15 novembre 2009 |
| 25 s 37 | Diane Bui Duyet   | 1979      | 30  | AAS Sarcelles Natation 95       | Championnats d'Europe (d)   | Istanbul     | 11 décembre 2009 |
| 25 s 33 | Mélanie Henique   | 1992      | 21  | Amiens Métropole Natation       | Championnats de France (f)  | Montpellier  | 21 novembre 2014 |
| 25 s 20 | Mélanie Henique   | 1992      | 22  | Amiens Métropole Natation       | Championnats de France (f)  | Angers       | 22 novembre 2015 |
| 25 s 15 | Mélanie Henique   | 1992      | 24  | CN Marseille                    | Championnats de France (f)  | Angers       | 18 novembre 2016 |
| 25 s 05 | Mélanie Henique   | 1992      | 26  | CN Marseille                    | Championnats de France      | Montpellier  | 16 novembre 2018 |
| 25 s 02 | Mélanie Henique   | 1992      | 26  | CN Marseille                    | Championnats du monde       | Hangzhou     | 14 décembre 2018 |
| 24 s 85 | Mélanie Henique   | 1992      | 27  | Cercle des nageurs de Marseille | Championnats d'Europe (df)  | Glasgow      | 5 décembre 2019  |
| 24 s 56 | Mélanie Henique   | 1992      | 27  | CN Marseille                    | Championnats d'Europe (f)   | Glasgow      | 5 décembre 2019  |
| 24 s 43 | Béryl Gastaldello | 1995      | 29  | Etoiles 92 Natation             | Championnats du monde (f)   | Budapest     | 12 décembre 2024 |